# Ipofosfito di magnesio
L'ipofosfito di magnesio, o fosfinato di magnesio, è un composto chimico di formula Mg(H2PO2)2 che in condizioni standard si presenta sotto forma di cristalli incolori, o polvere cristallina bianca e inodore.

## Caratteristiche strutturali e fisiche
Si tratta del sale di magnesio dell'acido ipofosforoso o acido fosfinico ed è stabile all'aria, ma teme il contato con ossidanti forti. Esiste anche nelle forme monoidrata ed esaidrata: Mg(H2PO2)2•H2O e Mg(H2PO2)2•6 H2O. Anidro o idrato è molto solubile in acqua e praticamente insolubile in alcool o etere. La forma esaidrata è nota in due modificazioni cristalline, cubica e tetragonale.
| N. di atomi pesanti                  | 7             |
| N. di donatori di legami a idrogeno  | 2             |
| N. di accettori di legami a idrogeno | 4             |
| Massa monoisotopica                  | 151,9278742 u |
| Superficie polare                    | 74,6 Å²       |

| Struttura cristallina                              | cubica, tetragonale |
| Z (tetragonale)                                    | 8                   |
| Gruppo spaziale (tetragonale)                      | I4/acd              |
| Dimensione dell'asse cristallino (c) (tetragonale) | 20,46 ± 2 Å         |
| Lunghezza del lato della cella unitaria (a)        | 10,36 ± 2 Å         |
| c/a                                                | 1,9749              |

## Sintesi del composto
Questo sale può essere preparato tramite la reazione in soluzione acquosa del carbonato o ossido di magnesio con acido ipofosforoso (H₃PO₂):
{\displaystyle {\ce {MgO + 2H3PO2 -> Mg(H2PO2)2}}}
Il sale è solubile in acqua, quindi la soluzione deve essere evaporata per ottenere i cristalli di esaidrato. Tali cristalli, se portati ad una temperatura di 101°C, perdono 5 molecole d'acqua formando il sale monoidrato che a sua volta si decompone se portato a 182°C formando il sale anidro:
{\displaystyle {\ce {Mg(H2PO2)2*6 H2O ->[101deg] Mg(H2PO2)2*H2O ->[182deg] Mg(H2PO2)2}}}

## Reattività e caratteristiche chimiche
e agisce come agente riducente allo stesso modo dell'acido da cui deriva [E°(H3PO3/H3PO2) = -0,499 V].  Ad una temperatura di 345°C, l'ipofosfito di magnesio anidro si decompone, formando idrogenofosfato di magnesio e fosfina:
{\displaystyle {\ce {Mg(H2PO2)2 -> MgHPO4 + PH3 ^}}}
Reagisce con l'acido nitrico a formare fosfina, acido fosforico, acido fosforoso e idrogeno molecolare:
{\displaystyle {\ce {Mg(H2PO2)2 + 2HNO3 -> PH3 + MgHPO3 + H2 + N2O4}}}
Può subire ossidazione in presenza di Ce(IV) e di un acido forte, formando ioni complessi di ipofosfito di cerio(IV). Del composto è disponibile lo spettro Raman.

## Applicazioni
L'ipofosfito di magnesio viene utilizzato:
- per la placcatura chimica di polimeri,[2][7]  principalmente nichelatura;[8]
- per la riduzione di alcuni nitroderivati alle corrispondenti ammine/aniline (R-NO2 → R-NH2);[9]
- per la conversione di diseleniuri aromatici e alifatici nei corrispondenti selenoli;[1]
- per la preparazione di catalizzatori finemente supportati nella produzione di ceramiche ossidiche,[2]
- come fonte di ipofosfito, in chimica organica e biomolecolare in sostituzione di boroidruri e alluminioidruri alcalini;[10]
- insieme all'ipofosfito di alluminio Al(H2PO2)3, viene impiegato come ritardante di fiamma in polimeri di tipo poliammidico, plastiche e tessuti;[11][12]
- nel trattamento della carta per prevenire lo scolorimento quando esposta alla luce;[2]
- per il trattamento della carenza di calcio e magnesio nei bovini, suini, capre e pecore, iniettato sottocute come soluzione pura, insieme a uno zucchero e al gluconato di calcio.[13][14]

## Normativa
- Controlled Substance by DEA Code Number[15]